# Feisoglio
Feisoglio (Feisseu in piemontese) è un comune italiano di 300 abitanti della provincia di Cuneo in Piemonte.

## Storia
Il nome nel XVI secolo era Farzoio, come è visibile nella Galleria delle Carte Geografiche dei Palazzi Vaticani.

### Simboli
Lo stemma e il gonfalone sono stati concessi con D.P.R. del 14 ottobre 2022.
Il decreto di concessione riprende lo storico stemma già utilizzato dal comune (di cielo, alla pecora ferma, su un pendio in banda, attraversante una catena montuosa, il tutto al naturale) e vi sono rappresentate le fonti di sostentamento del passato, i pascoli e la pecora, e quelle attuali della coltivazione delle nocciole. Il capo di rosso ricorda che il territorio fece parte della Marca Aleramica. Il gonfalone è un drappo di azzurro, riccamente ornato di ricami d'argento.

## Società

### Evoluzione demografica
Abitanti censiti

## Amministrazione
Di seguito è presentata una tabella relativa alle amministrazioni che si sono succedute in questo comune.
| Periodo          | Periodo          | Primo cittadino             | Partito                            | Carica                    | Note  |
| ---------------- | ---------------- | --------------------------- | ---------------------------------- | ------------------------- | ----- |
| 1º giugno 1985   | 1º giugno 1990   | Gino Protto                 | lista civica                       | Sindaco                   | [ 7 ] |
| 1º giugno 1990   | 5 luglio 1994    | Gino Protto                 | Partito Repubblicano Italiano      | Sindaco                   | [ 7 ] |
| 5 luglio 1994    | 21 novembre 1994 | Tancredi Bruno Di Clarafond |                                    | Comm. pref.               | [ 7 ] |
| 21 novembre 1994 | 30 novembre 1998 | Piercarlo Fenoglio          | -                                  | Sindaco                   | [ 7 ] |
| 30 novembre 1998 | 27 maggio 2003   | Piercarlo Fenoglio          | -                                  | Sindaco                   | [ 7 ] |
| 27 maggio 2003   | 15 aprile 2008   | Bruna Gallo                 | lista civica                       | Sindaco                   | [ 7 ] |
| 15 aprile 2008   | 27 maggio 2013   | Gianpaolo Fenoglio          | centro-sinistra                    | Sindaco                   | [ 7 ] |
| 27 maggio 2013   | 10 giugno 2018   | Gianpaolo Fenoglio          | lista civica Insieme per Feisoglio | Sindaco                   | [ 7 ] |
| 11 giugno 2018   | 4 febbraio 2019  | Gianpaolo Fenoglio          | lista civica Giovani per Feisoglio | Sindaco                   |       |
| 12 febbraio 2019 | 27 maggio 2019   | Lorella Masoero             |                                    | Commissario straordinario |       |
| 27 maggio 2019   | in carica        | Simone Gallo                | lista civica Feisoglio paese vivo  | Sindaco                   | [ 7 ] |

### Altre informazioni amministrative
Il comune faceva parte della comunità montana Alta Langa e Langa delle Valli Bormida e Uzzone.